# Гайрабеков, Ибрагим Гиланиевич
Ибрагим Гиланиевич Гайрабеков (род. 8 марта 1965, Сержень-Юрт, Чечено-Ингушская АССР) — российский учёный-геодезист, доктор технических наук, первый проректор Грозненского нефтяного университета (ГГНТУ), заведующий кафедрой «Геодезия и земельный кадастр».

## Биография
Окончил в 1989 году Грозненский нефтяной институт. В 1996 году защитил диссертацию кандидата, в 2012 году диссертацию доктора технических наук. С 1989 года работает в Грозненском нефтяном институте (сейчас Грозненский государственный нефтяной технический университет) на кафедре «Прикладная геодезия», с 1996 года заведует кафедрой. После военных действий на территории Чеченской Республики Грозненский нефтяной, единственный технический вуз в регионе, которому нужен квалифицированный профессорско-преподавательский состав, находился в удручающем положении, многие преподаватели уехали. Доктор Гайрабеков, первый проректор по учебной работе, сыграл значительную роль в восстановлении университета.

## Научная деятельность
Основную область научной деятельности является прикладная геодезия, по которой помимо научных работ И. Г. Гайрабеков является соавтором учебных пособий, востребованных в обучении студентов вузов. Единственный доктор технических наук по научной специальности «геодезия» на Юге России. В последние годы И. Г. Гайрабеков также занимается проблемами мониторинга природных ресурсов и земельного кадастра.

### Учебные пособия
- Клюшин Е. Б., Гайрабеков И. Г., Маркелова Е. Ю., Шлапак В. В. Спутниковые методы измерений в геодезии. Часть 1: учеб. пособие, 2-е изд. переработ. и доп. — М.: Изд-во МИИГАиК, 2014. — 86 с[3]
- Клюшин Е. Б., Гайрабеков И. Г., Ваганов И. А. Спутниковые методы измерений в геодезии. Часть 2: учеб. пособие. — М.: Изд-во МИИГАиК, 2013. — 114 с[3]
- Клюшин Е. Б., Гайрабеков И .Г., Маркелова Е. Ю., Шлапак В. В. Спутниковые методы измерений в геодезии. Часть 3: учебное пособие. — М.: Изд-во МИИГАиК, 2015. — 110 с[3]

### Статьи
- Булаева Н. М., Гайрабеков И. Г., Керимов И. А., Минцаев М. Ш., Эзирбаев Т. Б. Разработка геоинформационных технологий комплексного мониторинга природных ресурсов Чеченской Республики. // Мониторинг. Наука и технологии. : научный журнал. — 2020. — № 4(46). — С. 48—55. — doi:10.25714/MNT.2020.46.006.
- Ибрагимова Э. И., Гайрабеков И. Г. Методы геодезического обеспечения кадастра городских земель спутниковыми и наземными технологиями // Вестник ГГНТУ. Технические науки : научный журнал. — 2019. — Т. 15., № 1 (15). — С. 27—35. — doi:10.34708/GSTOU. 2019.15.1.008.
- Гайрабеков И. Г. Оценка точности вычисления геодезической высоты по результатам спутниковых измерений // Известия высших учебных заведений. Северо-Кавказский регион. Технические науки. : научный журнал. — 2011. — № 1(159). — С. 139—144.
- Гайрабеков И. Г., Сианисян С. С., Абрамова М. Е. Учёт влияния рефракции при нивелировании на геодинамических полигонах // Геодезия и картография : научный журнал. — 1992. — № 9. — С. 24—26.

## Награды
- Медаль «За заслуги перед Чеченской Республикой» (13 октября 2020) — за высокие достижения в сфере развития высшего образования Чеченской Республики, воспитание и подготовку научных кадров и в связи с 100-летием федерального государственного образовательного учреждения высшего образования «Грозненский государственный нефтяной технический университет имени академика М.Д. Миллионщикова»